# Сералунга д'Алба
Сералунга д'Алба (итал. Serralunga d'Alba) је насеље у Италији у округу Кунео, региону Пијемонт.
Према процени из 2011. у насељу је живело 165 становника. Насеље се налази на надморској висини од 385 м.

## Становништво
Према резултатима пописа становништва 2011. у општини је живело 524 становника.
| 1931. | 1936. | 1951. | 1961. | 1971. | 1981. | 1991. | 2001. | 2011. |
| ----- | ----- | ----- | ----- | ----- | ----- | ----- | ----- | ----- |
| 1.125 | 1.132 | 913   | 802   | 682   | 617   | 479   | 491   | 524   |